# Golfbyxor

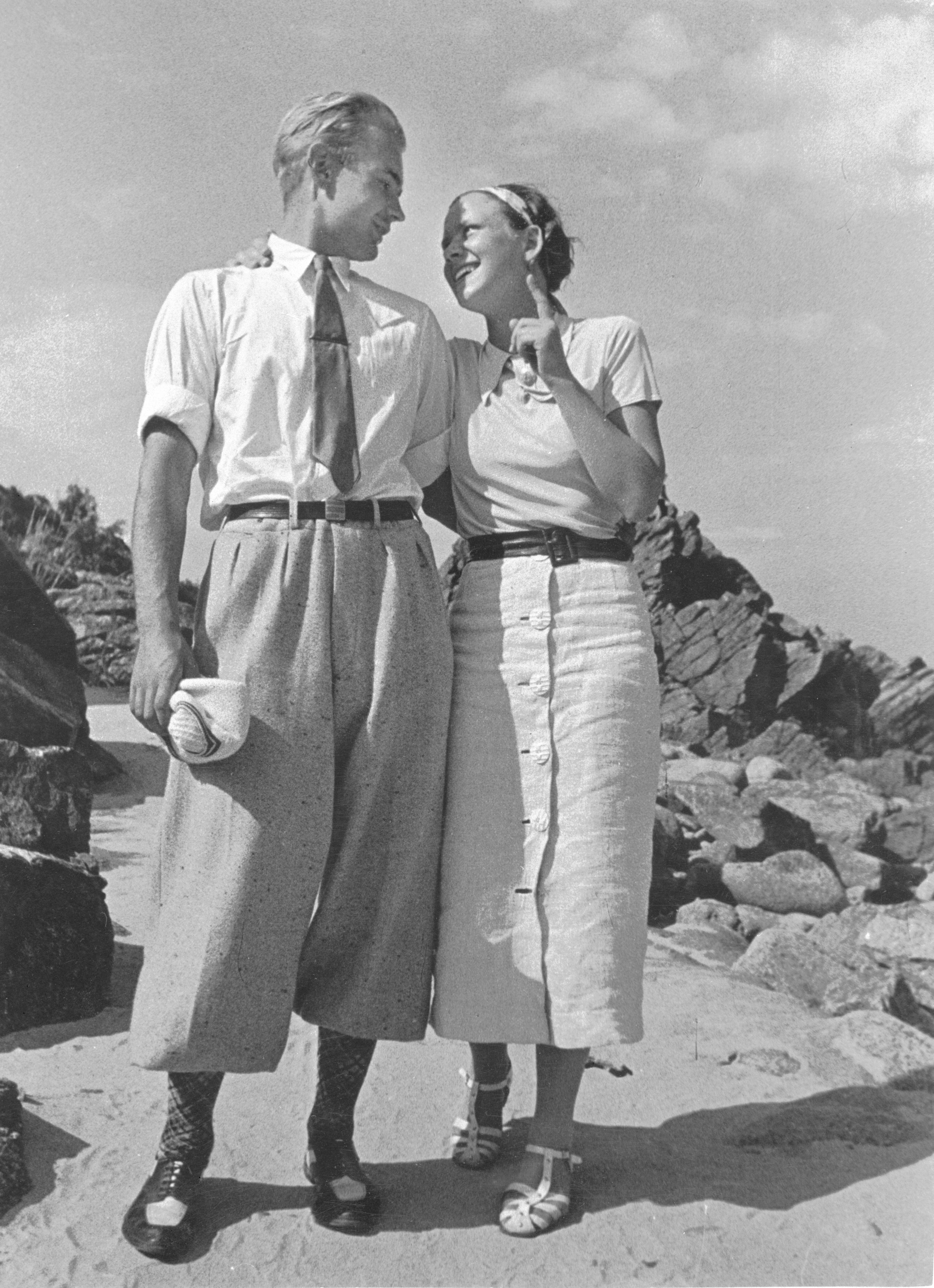
Man i golfbyxor, 1936

Golfbyxor, även äppelknyckarbyxor eller plusfours, är långa knäbyxor som spänns åt under knäet. Spännet ser till att strumporna hålls på plats. De är vanligen tillverkade i vadmal.
Byxmodellen, som i Sverige fick sitt namn för att den till en början mest var använd bland golfspelare, var som modernast under 1940-talet.
Golfbyxan var en vidareutveckling av 1700-talets knäbyxa, och dök först upp i USA bland basebollspelare på 1840-talet, som en del av laget "New York Knickerbockers" uniform. Via brittiska golfspelare spred den sig sedan över Europa på 1910-talet och blev snabbt mycket populär även bland cyklister, på grund av att den saknar fladdrande byxben som kan fastna i kedjan. I Norden blev den även en mycket populär byxa bland längdskidåkare.
Under sin populäraste period (ca 1930–1940) kallades golfbyxor i Sverige ofta för äppelknyckarbyxor, speciellt när de bars av pojkar, eftersom det antogs vara lätt att gömma pallade äpplen i byxbenen.
I golfkretsar är byxan även känd som plus fours, eftersom den vanligaste golfmodellen har fyra tum längre byxben än den ursprungliga basebollbyxan. Det finns även modeller med annan längd som kallas plus twos, plus sixes och plus eights av samma orsak.
En känd bärare av golfbyxor är seriefiguren Tintin.

## Knickerbockers
Inom den svenska modeindustrin kallar man numera ofta byxmodellen för knickerbockers, efter det engelska namnet, uppkallat efter romanfiguren Diedrich Knickerbocker från boken A History of New York, from the Beginning of the World to the End of the Dutch Dynasty av Washington Irving 1809. Vida knäbyxor började användas av cyklister under senare delen av 1800-talet och de fick öknamnet knickerbockers, som hämtades ur romanen.